# Síndrome de restaurante chino
El llamado síndrome del restaurante chino involucra un conjunto de síntomas que algunas personas tienen después de haber ingerido comida con el aditivo glutamato monosódico (E621) su sabor es conocido como umami o quinto sabor.

## Introducción
Dicho aditivo (incluso a concentraciones inferiores al 1%) ha demostrado poseer interesantes propiedades como potente reforzador del sabor de los alimentos a los que se adiciona. 
Por ello, en la actualidad se utiliza en una gran cantidad de alimentos procesados, tales como sopas y conservas, consiguiendo que el alimento en cuestión sea más sabroso.

## Historia del término
El glutamato fue aislado químicamente en 1908 por Kikunae Ikeda, quien lo identificó como la sustancia clave presente en las algas marinas utilizadas como saboreadoras, durante siglos, en la cocina japonesa. 
El término fue acuñado por el investigador científico Robert Ho Man Kwok en 1968, cuando remitió una carta a la prestigiosa revista New England Journal of Medicine (publicada el 4 de abril de ese mismo año), y en la que explicaba un curioso caso que le ocurría aproximadamente un cuarto de hora después de haber ingerido el primer plato en un restaurante chino al que solía acudir a comer.
Describía un cuadro de extraños síntomas, como entumecimiento de la nuca, dolor de cabeza, sequedad de boca, decaimiento, palpitaciones, pesadez en los brazos y molestias en la espalda, añadiendo que su malestar se asemejaba, en cierta medida, a los efectos del alcohol, con la salvedad de que él no lo había ingerido.
Tras ocurrirle en varias ocasiones consultó con algunos médicos que habían atendido en los servicios de urgencia a pacientes que presentaban cuadros similares al descrito por Ho Man, y que admitían haber comido en algún restaurante chino.
Entonces se llegó a la conclusión de que los síntomas se asemejaban bastante a aquellos que padecían las personas con hipernatremia (trastorno que se produce al tener un alto nivel del sodio en sangre). Esto les llevó, tras analizar los diferentes productos ricos en sodio que son utilizados en la cocina asiática, a que era probable que el elemento causante de dichos trastornos no fuera otro que el glutamato monosódico, un aditivo alimentario muy usado en la cocina china para potenciar el sabor de sus platos.
Durante las semanas siguientes a la exposición del investigador, en la revista médica hubo cierto interés sobre el tema por parte de otros compañeros que daban sus opiniones, así como conclusiones acerca de la relación del glutamato monosódico y el 'síndrome del restaurante chino', siendo muchas y variadas las hipótesis aportadas.

## Cuadro clínico
De manera habitual, los síntomas se inician una media hora después de comer y finalizan unas dos horas más tarde.
Dicho síndrome cursa con: 
- Enrojecimiento.
- Dolor de cabeza.
- Sudoración y sofocos.
- Ardores en cuello y espalda.
- Entumecimiento o ardor en la boca.
- Presión e hinchazón facial.
- Hormigueo y debilidad en la cara, sienes, nuca, cuello o brazos.
- Dolores musculares.
- Náuseas y vómitos.

Además, destacamos ciertos signos que nos ayudan a elaborar el diagnóstico, como son:
- Ritmo cardíaco anormal que se observa en un electrocardiograma.

- Disminución de la entrada de aire en los pulmones.

- Frecuencia cardíaca rápida

## Tratamiento
En primer lugar, debemos destacar que para la mayor parte de síntomas leves (como los dolores de cabeza o el enrojecimiento) no es necesario ningún tipo de tratamiento.
Pero si la persona experimenta síntomas similares a los de otras reacciones alérgicas graves, tales como dificultad respiratoria, palpitaciones o incluso dolor torácico, se requiere atención médica urgente ya que podrían tener consecuencias mortales.

## Evidencia científica
El Grupo de expertos de la EFSA (European Food Safety Authority) sobre aditivos alimentarios y otros nutrientes añadidos a los alimentos (ANS), ha emitido un dictamen científico que revalúa la seguridad de los glutamatos de ácido glutámico (E 620-625) cuando se utilizan como aditivos alimentarios.
https://efsa.onlinelibrary.wiley.com/doi/epdf/10.2903/j.efsa.2017.4910
En dicho dictamen, los expertos estiman una Ingesta diaria admisible (IDA) conjunta para la suma de las 6 sales (E620-E621-E622-E623-E624-E625) de 30 mg / kg de peso por día.
* La IDA es la “Ingesta Diaria Admisible”, definida como la cantidad máxima de una sustancia que una persona puede ingerir durante toda su vida, sin que llegue a representar un riesgo apreciable para la salud.

## Postura de la Unión Europea (UE)
Actualmente, en la UE está permitido añadir a los alimentos un máximo de 10 g de glutamato por kg de alimento. 
Sin embargo, tanto en sustitutos de la sal como en condimentos, no existe ningún límite, quedando en manos del fabricante la cantidad de aditivo añadida, siempre siguiendo las “buenas prácticas de fabricación”.